# شلاگسدورف
شلاگسدورف (به آلمانی: Schlagsdorf) یک شهر در آلمان است که در نوردوست‌مکلنبورگ واقع شده‌است. شلاگسدورف ۱٬۱۵۵ نفر جمعیت دارد.